# Мора (город, Миннесота)
Мора (англ. Mora) — город в округе Канейбек, штат Миннесота, США. На площади 11 км² (10,6 км² — суша, 0,4 км² — вода), согласно переписи 2002 года, проживают 3193 человека. Плотность населения составляет 301,6 чел./км².
- Телефонный код города — 320
- Почтовый индекс — 55051
- FIPS-код города — 27-44044[1]
- GNIS-идентификатор — 0648098[2]